# HIP 57274
HIP 57274 är en ensam stjärna i södra delen av stjärnbilden Stora björnen. Den har en skenbar magnitud av ca 8,96 och kräver mindre teleskop för att kunna observeras. Baserat på parallax enligt Gaia Data Release 2 på ca 38,64 mas beräknas den befinna sig på ett avstånd av ca 84,4 ljusår (ca 25,9 parsec) solen. Den rör sig bort från solen med en heliocentrisk radialhastighet av ca 30 km/s. Stjärnan har en raltivt stor egenrörelse och rör sig över himlavalvet med en takt av 0,382 bågsekund per år.

## Egenskaper
HIP 57274 är en orange till gul stjärna i huvudserien av spektralklass K5 V. Den har en massa av ca 0,73 solmassa, en radie av ca 0,68 solradie och utsänder energi från dess fotosfär motsvarande ca 0,19 gånger solen vid en effektiv temperatur av ca 4 600 K. Stjärnan har en metallicitet som är ungefär densamma eller något större än solens.

## Planetsystem
De tre exoplaneterna som kretsar kring HIP 57274 upptäcktes 2011 med metoden för mätning av radiell hastighet och alla har en massa som är betydligt större än jordens. En sökning 2014 efter planetpassager misslyckades. Planetbanorna är möjligen mycket varierande och påverkas starkt av genomsnittliga rörelseresonanser. Den mest stabila regionen för en hypotetisk superjord inom stjärnans beboeliga zon skulle vara en omloppsbana inom 0,37–0,56 AE från värdstjärnan."
| Planet | Massa          | Halv storaxel (AE) | Siderisk omloppstid (d) | Excentricitet | Inklination | Radie |
| ------ | -------------- | ------------------ | ----------------------- | ------------- | ----------- | ----- |
| b      | 11,6 ± 1,3 M🜨  | 0,0713 ± 0,00163   | 8,1352 ± 0,004          | 0,187 ± 0,10  | -           | -     |
| c      | 0,41 ± 0,01 MJ | 0,1778 ± 0,0041    | 32,03 ± 0,02            | 0,05 ± 0,02   | -           | -     |
| d      | 0,53 ± 0,03 MJ | 1,007 ± 0,027      | 431,7 ± 8,5             | 0,27 ± 0,05   | -           | -     |